# Turmoil
Turmoil («Те́рмойл», з англ. — «Сум'яття», «Метушня») — симуляційна відеогра, випущена компанією Gamious 2 червня 2016 року. Вона доступна на Steam та для iOS.

## Ігровий процес
Turmoil навіяна нафтовидобувним поривом XIX століття в Північній Америці. Гравець повинен пройти свій шлях до становлення успішним нафтовим підприємцем. Коли гравець заробляє гроші, видобуваючи та продаючи нафту, місто буде рости разом з ним, що дозволяє гравцеві купувати удосконалення, наприклад, більше коней чи більші труби. Режим кампанії дозволяє гравцеві купувати землю на аукціоні та видобувати нафту за допомогою лозоходів, кротів чи сканерів, заробляючи якнайбільше можливо за один рік. Гравець виступає проти трьох суперницьких ШІ на кожному рівні.

## Розробка
Turmoil з'явився у Steam Early Access у червні 2015 року. Провівши ще один рік у ранньому доступі, Turmoil був випущений на Steam у червні 2016 року. У лютому 2017 року Turmoil було випущено також на iOS для iPad.

## Оцінки
| Агрегатор  | Оцінка |
| ---------- | ------ |
| Metacritic | 73/100 |

| Видання        | Оцінка |
| -------------- | ------ |
| Hardcore Gamer | 80/100 |

Гра була сприйнята як надзвичайно проста гра, але така, що має занадто багато повторень. Її також називали «втіленням простоти» та «захопливою та ностальгічною управлінською стратегією».